# San Marinos damlandslag i volleyboll
San Marinos damlandslag i volleyboll representerar San Marino i volleyboll på damsidan. Laget har framförallt deltagit i turneringar för mindre stater, som europamästerskapet i volleyboll för små nationer och spelen för små stater i Europa, där de i bägge fallen varit framgångsrika. Utöver dem har de också deltagit i Medelhavsspelen 2010.

### Fotnoter
1. 1 2 3 4 5 6 7 8 9 10 11 12 13 14  ”Games of the Small States of Europe Information” (på engelska). Confédération Européenne de Volleyball. https://www-old.cev.eu/MultiSportEvent-Area/GSSE.aspx. Läst 18 mars 2023.
2. 1 2  ”HISTORY” (på engelska). Fédération Luxembourgeoise de Volleyball. https://novotelcup.lu/home/history. Läst 12 november 2023.
3. ↑  ”2000/2001 Senior European Championships” (på engelska). Confédération Européenne de Volleyball. https://www-old.cev.eu/Competition-Area/competition.aspx?ID=51&PID=-2. Läst 22 oktober 2023.
4. ↑  ”2002/2003 Senior European Championships” (på engelska). Confédération Européenne de Volleyball. https://www-old.cev.eu/Competition-Area/competition.aspx?ID=102&PID=-2. Läst 22 oktober 2023.
5. ↑  ”2009 European Championships” (på engelska). Confédération Européenne de Volleyball. https://www-old.cev.eu/Competition-Area/competition.aspx?ID=388&PID=-2. Läst 22 oktober 2023.
6. ↑  ”2011 CEV Volleyball European Championship” (på engelska). Confédération Européenne de Volleyball. https://www-old.cev.eu/Competition-Area/competition.aspx?ID=15&PID=-2. Läst 22 oktober 2023.
7. ↑  ”2013 CEV Volleyball European Championship” (på engelska). Confédération Européenne de Volleyball. https://www-old.cev.eu/Competition-Area/competition.aspx?ID=560&PID=-2. Läst 26 mars 2023.